# Hospital Escuela Universitario
El Hospital Escuela es el principal centro de asistencia hospitalaria pública de Honduras, fue inaugurado en noviembre de 1978.

## Historia
El hospital inicia como Hospital Materno Infantil, construido durante las administraciones de Ramón Villeda Morales y Oswaldo López Arellano entre 1958 y 1967, inaugurándose en mayo de 1969 como Hospital Materno Infantil, atendiendo únicamente niños. En 1970 se inaugura la planta de Ginecología y Obstetricia pasando a llamarse Hospital Materno-Infantil.
En 1972 el Banco Internacional del Desarrollo aportó los fondos para su construcción, la cual inicia en 1973, así se comienza la del Hospital Escuela en Tegucigalpa, M.D.C. y es inaugurado como Hospital Nacional Escuela de Honduras en noviembre de 1978 con su nuevo Bloque Médico-Quirúrgico complementario al Bloque Materno Infantil. Abre sus puertas al público el 19 de marzo de 1979, formándose así el complejo Hospital Escuela, formado por el Materno Infantil y el Hospital Escuela.
El Hospital Escuela es el centro de investigación, atención y entrenamiento de médicos internos de la Universidad Nacional Autónoma de Honduras en todas las ramas médicas, tanto cirugía, ginecología, obstetricia, ontológica, ortopedia como pediátrica y psiquiátrica, tanto a nivel de pregrado como de postgrado.
En 2011 se remodela la sala de pediatría y el quinto piso del Hospital y se recibió una donación de un equipo de resonancia magnética para escaneo cerebral. En 2012 se crea un plan estratégico para mejorar el funcionamiento de la institución.

### Hospital Escuela Universitario
En 2012 el presidente Porfirio Lobo decide transferir la administración del Hospital Escuela a la UNAH. En 2012 la Universidad Nacional Autónoma de Honduras inicia un proceso de reingeniería en el Hospital Escuela dirigida por el decano de la Facultad de Medicina, Marco Tulio Medina, la rectora Julieta Castellanos, y Elsa Palau, directora de Postgrado en Medicina, auxiliados de las facultades de Economía y de Química y Farmacia.

## Características
Es el único hospital en Honduras en el que se cuenta con servicio de emergencia en todas las especialidades para adultos y niños con cobertura las 24 horas del día, 365 días al año.
- Camas: 1306 camas
- Costo total: USD $5, 800,000.00.

## Personal
- Médicos: 200
- Cirujanos: 200
- Internos: 400
- Enfermeras: 400
- Anestesiologos: 10

## Servicios Médicos
1.  Emergencia: Que consiste en atención a pacientes en estado crítico a través de atención médico quirúrgica, así como la valoración a la embarazada y atención de parto y especialidades para niños y adultos; estos servicios son las 24 horas del día, los 365 días del año. 
2. Consulta externa: Consiste en atender a un paciente en servicios médicos especializados sintomatología clínica, que dependiendo de la evaluación o el diagnóstico clínico o de laboratorio puede pasar a ser paciente interno. 
3. Hospitalización: Consiste en internar al paciente sea por consulta externa o emergencia, atendiendo las diferentes enfermedades diagnosticadas a los pacientes. 4. Cirugía: Consiste en un trabajo profesional especializado que requiere el diagnóstico y tratamiento médico e intervenciones quirúrgicas selectivas o de emergencia, cuyo fin principal es brindar asistencia médica al paciente hasta su restablecimiento.

## Presupuesto
El presupuesto del Hospital Escuela Universitario para 2016 es de 1,378,254,915.00 lempiras (60.6 millones de US dólares). El gobierno destina el 11 % del presupuesto del ministerio de salud (14,000 millones de Lempiras en 2016) para los servicios del HEU.
El 60% del presupuesto es destinado a pagar salarios a los profesionales y el 12,2% en la adquisición de medicinas, del cual gran parte era lavado mediante la compra directa de medicamentos a precios elevados
En 2013 el presupuesto del Hospital Escuela Universitario fue 1470 millones de Lempiras, aunque el gobierno de Honduras únicamente desembolso 1368 millones de Lempiras, quedándose con el 103 millones de Lempiras que pertenecían al Hospital, el 7 % del presupuesto para 2013. El HEU atendió a 46,000 enfermos más que en 2012 con la misma cantidad de presupuesto.
En enero de 2014 la rectora expreso que el Hospital requería de 300 millones de Lempiras más para funcionar, la respuesta del ministro de finanzas, Wilfredo Cerrato, del gobierno de Juan Orlando Hernández fue que recortarían el presupuesto del Hospital Escuela Universitario en 2015 entre 200 y 300 millones de Lempiras, propuesta que para varios diputados del congreso era considerada un crimen hacia la población, expresando que no permitirían dicho recorte.
Elsa Palau expresó que el recorte al presupuesto del Hospital Escuela Universitario significaría dejar de atender en 2015 a 97 mil hondureños, se tendría que despedir al 40 % del personal auxiliar, además de no poder abastecer el 99 % de insumos para rayos x, la disminución de un 28 % de medicamentos se mermaría y del 60 % de compras de insumos generales y un 19 % de los alimentos para los pacientes y un recorte en un 48 % en pruebas de laboratorios.
Según Palou la situación se tornará tan aguda que no tendrá recursos para cancelar las facturas mensuales de energía eléctrica, agua potable y teléfono.
El motivo de la reducción es que el gobierno intenta encargarse de la compra directa de medicamentos en lugar de que sea el Hospital Escuela Universitario quien la haga mediante licitaciones.

## Dirección y teléfono
Boulevard Suyapa, Avenida 1.º de enero. Tegucigalpa, Honduras
+504 2235-3384